# Villing
Villing é uma comuna francesa na região administrativa de Grande Leste, no departamento de Mosela. Estende-se por uma área de 4,93 km². Em 2010 a comuna tinha 507 habitantes (densidade: 102,8 hab./km²).